# 罗辛斯基 (萨马拉州)
罗辛斯基（羅馬化：Roshchinskiy）是俄罗斯萨马拉州的市级镇，为该州伏尔加区第二大聚居地。地处萨马拉州中部，位于区行政中心及州府萨马拉东南方。
建于1932年，称切尔诺列奇耶（Черноречье）；1999年设市级镇，2000年改为现名。该地2022年人口有12,576人；2010年人口11,920人；2002年人口12,878人。